# Ramón d'Andrés
Ramón d'Andrés   (Madrid, 28 de maig de 1959) o Ramón de Andrés Díaz és un filòleg relacionat amb l'estudi de la llengua asturiana.

## Biografia
És professor titular de Filologia Espanyola i Asturiana de la Universitat d'Oviedo. El seu camp d'especialització són temes vinculats a l'asturià. De fet, va ser redactor de les Normes ortográfiques i del Diccionariu de la llingua asturiana, obra de l'Acadèmia de la Llengua Asturiana, de la qual és membre numerari. A més, ha publicat altres llibres, tots sobre l'asturià. Va ser responsable de l'Oficina de Política Lingüística d'Astúries.
Ha guanyat dues vegades el Premi Máximo Fuertes Acevedo d'Assaig en Llengua Asturiana, atorgat per la Conselleria de Cultura, Política Lingüística i Turisme del Govern d'Astúries; primer el 1997 amb Llingua y xuiciu, i el 2021 amb Una ciencia sin enfotu. Ensayu sobre la deserción social de la llingüística científica.
També ha estat coautor d'un estudi sobre la transició lingüística asturiana a la zona d'Eo-Navia, amb Fernando Álvarez-Balbuena, Xosé Miguel Suárez i Miguel Monteavaro.

## Obres
- Diccionariu temático de la Llingua asturiana (1991)
- Encuesta sociolingüística nuna parroquia asturiana (1993)
- Gramática práctica del asturiano (1997)
- Llingua y xuiciu (1997)
- Cuestiones d'asturianu normativu (2001-2003)
- Juicios sobre la lengua asturiana. Algunas cuestiones básicas acerca del debate lingüístico en Asturias (2002)
- Gramática comparada de las lenguas ibéricas (2013)
- Averamientu a la llingua asturiana (2019)